# おおぐま座

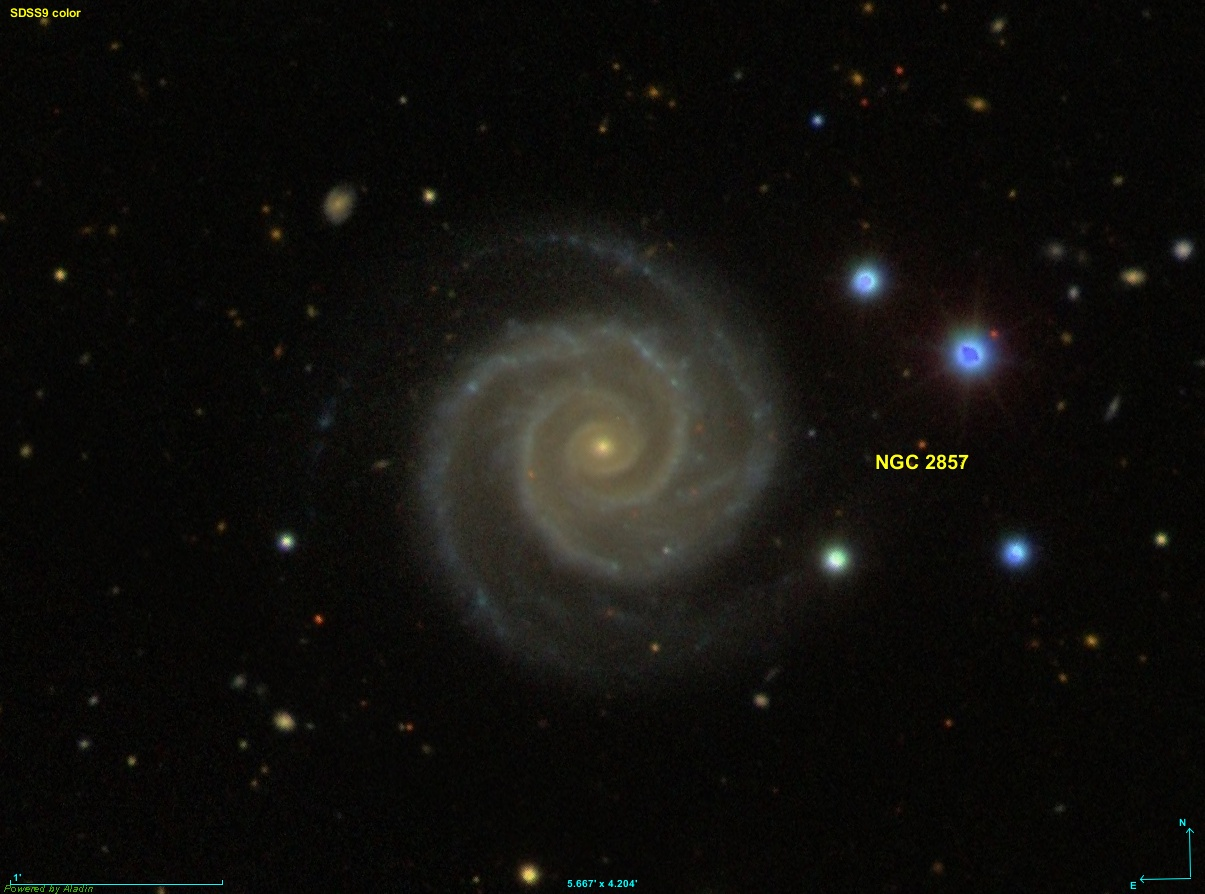
NGC 2857

おおぐま座（おおぐまざ、大熊座、Ursa Major）は、北天の星座で、トレミーの48星座の1つ。
おおぐま座の一部としては腰から尻尾にあたる7つの星は、日本では北斗七星と呼ばれ、さまざまな文明でひしゃくやスプーンに見立てられた。β星とα星の間隔を約5倍すると、だいたいポラリス（現在の北極星）の位置になることから、世界的に旅人や航海者にもよく使われた。
また、ミザール（ζ星）とアルコル（g星）の二重星は、アルコルとミザールの見かけの位置が近かったため、13世紀以前のアラビアでは視力検査に使われていた。

## 主な天体

### 恒星
6つの2等星があるが、全て北斗七星に集中しているのも特色で、熊の胴体を構成する星は、全て3等星以下となっている。以下の北斗七星の7星のうち、δ星以外は全て2等星である。
- α星：ドゥベー[10] (Dubhe[11])
- β星：メラク[10] (Merak[11])
- γ星：フェクダ[10] (Phecda[11])
- δ星：メグレズ[10] (Megrez[11])。北斗七星で唯一の3等星[12]。
- ε星：アリオト[10] (Alioth[11])
- ζ星：ミザール[10] (Mizar[11])
- η星：アルカイド[10] (Alkaid[11])
- 80番星：アルコル[10] (Alcor[11])。ミザールと二重星を成す。

北斗七星以外にも国際天文学連合が固有名を定めた恒星も多い。
- ι星：タリタ[10] (Talitha[11])
- κ星：A星にアルカプラ[13] (Alkaphrah[11]) という固有名が付けられている。
- λ星：タニア・ボレアリス[10] (Tania Borealis[11])
- μ星：タニア・アウストラリス[10] (Tania Australis[11])
- ν星：アルラ・ボレアリス[10] (Alula Borealis[11])
- ξ星：アルラ・アウストラリス[10] (Alula Australis[11])
- ο星：ムシダ[10] (Muscida[11])
- χ星：太陽守[14] (Taiyangshou[11])
- おおぐま座47番星：タイ王国の民話に登場するワニの王に由来するチャラワン (Chalawan[11]) という固有名が付けられた。タパオ・トーン（Taphao Thong）とタパオ・ゲーオ（Taphao Kaew）の2つの太陽系外惑星を持つ。
- やまねこ座41番星：インテルクルース[15] (Intercrus[11])：かつてはやまねこ座の星とされたが、現在はおおぐま座の領域にある。太陽系外惑星アルカス[15]を持つ。

その他有名な恒星としては以下の星がある。
- ラランド21185： 太陽系からわずか8.21光年の距離にあるくじら座UV型の爆発型変光星。
- SN 2011fe：M101に出現した、新しいタイプの超新星である可能性があるIa型超新星。
- おおぐま座61番星：太陽と似たG型主系列星で、1次的な標準星のひとつである。
- グルームブリッジ1830：太陽系から30光年離れている。非常に大きな固有運動を持つ恒星のひとつ。
- おおぐま座W星：食変光星であり、おおぐま座W型変光星のプロトタイプである。
- HD 80606とHD 80607：2つのG型主系列星から成る連星系。HD 80606 の周囲を太陽系外惑星が発見されている。
- M40：メシエカタログの番号が与えられているが、星雲や星団ではなく二重星である。
- HAT-P-13：約700光年の距離にあるG型主系列星。2009年に、トランジット法と視線速度法によって太陽系外惑星が発見された。

### 星団・星雲・銀河
- M97（ふくろう星雲）：惑星状星雲。
- M81：渦巻銀河。
- M82：不規則銀河または棒渦巻銀河。

これら3つの天体は、小型望遠鏡でも見ることができる。
- M101（回転花火銀河）：渦巻銀河。η星の北西にある美しい銀河である。
- Arp 148：2つの銀河が衝突してできたとされる銀河[16]。発見者の名前から「メイオール天体」とも呼ばれる。

この星座は銀緯が高いため、我々の銀河系の恒星や星間物質に邪魔されることが少なく、多くの銀河を見ることができる。10等より暗い銀河が50個ある。

### その他
- ツインクエーサー：初めて発見された重力レンズ効果によって分裂して見えるクエーサー。
- GN-z11：地球からの距離が約320億光年ある最も遠い天体。

## 神話

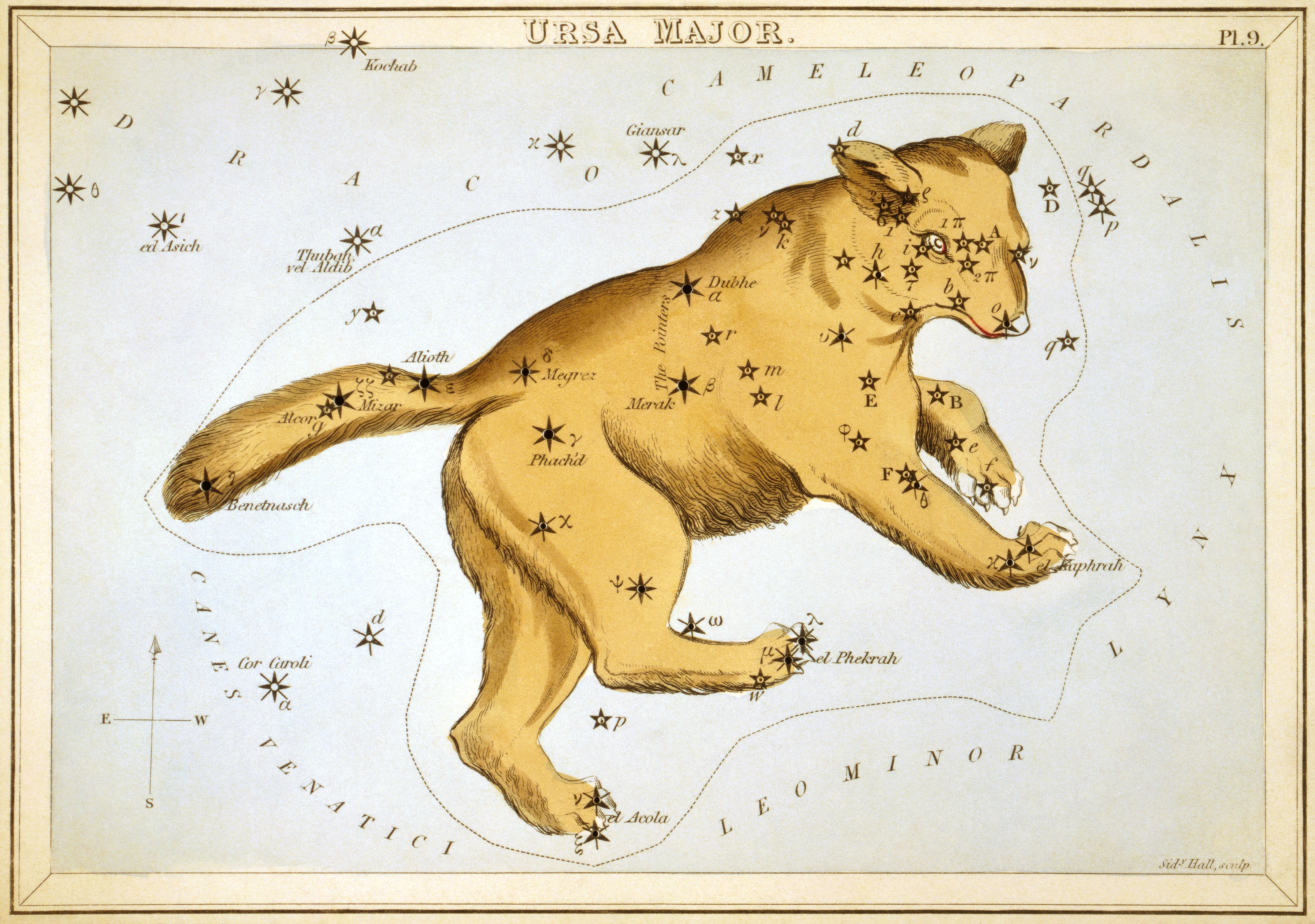
星図カード集『ウラニアの鏡』（1824年）に描かれたおおぐま座

女神ヘーラーまたはアルテミスによって熊に姿を変えられたカリストーの話がよく知られている。エラトステネース『星座論』やオウィディウスの『変身物語』中では以下のエピソードが語られている。
カリストーは、アルカディア王リュカーオーンの娘で、アルテミスの従者として処女を誓い、狩りに明け暮れる生活をしていた。ある日、木立の陰で身を休めているところをゼウスに見初められ、ゼウスはアルテミスの姿を借りてカリストーに近づいた。驚いた彼女にゼウスは真の姿を現わし、彼女の抵抗をものともせず思いを遂げた。彼女は男と交わったことがアルテミスに知れるのを恐れてこのことを隠していたが、数ヶ月経ったある暑い日、狩りの最中にアルテミス達と沐浴をすることとなった。渋々衣服を脱いだカリストーだったが、結局ゼウスの子どもを身ごもっていることが知られた。誓いを破られたことを知ったアルテミスは憤慨し、彼女を放逐した、もしくはこの時点で熊に変えられた。
オウィディウスによればその後、カリストーが息子アルカスを産んだ際に、そのことがゼウスの妃ヘーラーに知られる。嫉妬と怒りに狂ったヘーラーが掛けた呪いにより、カリストーの真っ白な腕は黒い毛皮で覆われ、両手は湾曲して鉤爪が伸びて獣の前肢となり、ゼウスがとりわけ愛でた口元は巨大な獣の顎となって喉からは言葉の替わりにおぞましい唸り声しか出せないようにされた。彼女はもとの美しい容姿とは似ても似つかぬ、熊の姿に変えられた。
15年後、森を徘徊していたカリストーは、立派に成長したアルカスと出くわす。カリストーは息子であることに気づき抱きしめようと近づいたが、それが実母であるとは知らないアルカスは後ずさりし、彼女を槍で突こうとした。これを見たゼウスは、旋風を起こして2人を天に上げ、カリストーをおおぐま座に、アルカスをうしかい座へと変えた。ヘーラーは、カリストーが星座に上げられたことでさらに怒り、海の神であるテーテュースとオーケアノスに頼み、彼女が北の海に降りて休むことを許さず、ずっと沈むことがないようにしたという。そのため、北半球の中緯度地域ではおおぐま座は周極星となり、地に沈むことはない。
エラトステネースは前述のとおり、カリストーを熊に変えたのはヘーラーではなくアルテミスであるとしている。熊に姿を変えられてから数年後、アルカスならびにアルカディア人たちに追われたカリストーは、侵入した者には死の罰が与えられると定められたゼウスの神殿にそうとは知らずに逃げ込んだ。それを哀れんだゼウスは家族のよしみで彼らを天に上げたという。
紀元前3世紀頃のギリシアの詩人アラートスは、著書『ファイノメナ（Phaenomena、現象）』で、ディクテー山でゼウスを育てたニュンペーのヘリケー (Helike) の姿であるとする話を伝えている。ヘリケーはキュノスーラとともに、ゼウスの父クロノスから匿ってゼウスを養育したことを称えられ、ヘリケーはおおぐま座に、キュノスーラはこぐま座になったとされる。ただしエラトステネースではおおぐま座はあくまでカリストーで、こぐま座がキュノスーラであるとされている。

### 呼称と方言
第二次世界大戦中の1943年（昭和18年）に刊行された『理科年表』第19冊までは清音で「おほくま」「こくま」と表記されていたが、戦後の1947年（昭和22年）に刊行された第20冊からは濁音交じりの「おほぐま」「こぐま」と表記されるようになった。